# Puskás Ferenc Stadion (métro de Budapest)
Puskás Ferenc Stadion est une station du métro de Budapest située sur la  .

## Lieu remarquable à proximité
- Stade Ferenc Puskás
- Gare routière internationale de Budapest-Stadion
- Institut d'État hongrois de géologie